# Diplectrona meridionalis
Diplectrona meridionalis är en nattsländeart som först beskrevs av Hagen 1864.  Diplectrona meridionalis ingår i släktet Diplectrona och familjen ryssjenattsländor. Inga underarter finns listade i Catalogue of Life.